# Kích thước các loài cá sấu
| STT | Tên khoa học               | Tên tiếng Việt        | Chiều dài trung bình (m) | Cân nặng trung bình (kg) | Cân nặng cực đại (kg) | Tên tiếng Anh             | Phân bố                                  |
| --- | -------------------------- | --------------------- | ------------------------ | ------------------------ | --------------------- | ------------------------- | ---------------------------------------- |
| 1   | Crocodylus porosus         | Cá sấu cửa sông       | 3,0-6,0                  | 150-500                  | 1360                  | Saltwater crocodile       | Ấn Độ, Đông Nam Á tới phía bắc Australia |
| 2   | Crocodylus niloticus       | Cá sấu sông Nin       | 3,0-5,5                  | 150-500                  | 1090                  | Nile crocodile            | Hạ Sahara, châu Phi                      |
| 3   | Crocodylus intermedius     | Cá sấu Orinoco        | 3,0-5,0                  | 150-450                  | 1000                  | Orinoco crocodile         | Colombia và Venezuela                    |
| 4   | Crocodylus acutus          | Cá sấu Trung Mỹ       | 3,0-5,0                  | 150-400                  | 907                   | American crocodile        | Trung Mỹ, Caribê tới phía bắc Nam Mỹ     |
| 5   | Melanosuchus niger         | Cá sấu caiman đen     | 2,5-4,5                  | 100-400                  | 1000                  | Black caiman              | Nam Mỹ                                   |
| 6   | Gavialis gangeticus        | Cá sấu sông Hằng      | 3,5-4,5                  | 150-250                  | 680                   | Gharial                   | Nam Á                                    |
| 7   | Alligator mississippiensis | Cá sấu mõm ngắn Mỹ    | 2,5-4,0                  | 100-250                  | 626                   | American alligator        | USA                                      |
| 8   | Crocodylus palustris       | Cá sấu đầm lầy        | 2,0-3,5                  | 50-250                   | 450                   | Mugger crocodile          | Nam Á                                    |
| 9   | Tomistoma schlegelii       | Cá sấu Mã Lai         | 3,0-4,5                  | 100-200                  | 500                   | False Gharial             | Đông Nam Á                               |
| 10  | Mecistops cataphractus     | Cá sấu mũi hẹp        | 3,0-4,0                  | 100-200                  | 325                   | Slender-snouted crocodile | Tây và Trung Phi                         |
| 11  | Crocodylus suchus          | Cá sấu sa mạc         | 2,5-3,0                  | -                        | -                     | Desert crocodile          | Tây và Trung Phi                         |
| 12  | Crocodylus siamensis       | Cá sấu Xiêm           | 2,0-3,0                  | 40-120                   | 350                   | Siamese crocodile         | Đông Nam Á                               |
| 13  | Crocodylus johnstoni       | Cá sấu mũi dài        | 2,0-3,0                  | 40-70                    | 100                   | Freshwater crocodile      | phía bắc Australia                       |
| 14  | Crocodylus novaeguineae    | Cá sấu New Guinea     | 2,0-3,0                  | -                        | -                     | New Guinea crocodile      | New Guinea                               |
| 15  | Crocodylus rhombifer       | Cá sấu Cuba           | 2,0-2,5                  | 70-80                    | 130                   | Cuban crocodile           | Cuba                                     |
| 16  | Crocodylus moreletii       | Cá sấu Mêxico         | 2,0-2,5                  | 35-60                    | -                     | Mexican crocodile         | Mêxico                                   |
| 17  | Caiman latirostris         | Cá sấu mõm rộng       | 2,0-2,5                  | 30-50                    | 62                    | Broad-snouted caiman      | Nam Mỹ                                   |
| 18  | Caiman yacare              | Cá sấu yacare         | 2,0-2,5                  | 14-58                    | -                     | Yacare caiman             | Nam Mỹ                                   |
| 19  | Caiman crocodilus          | Cá sấu đeo kính       | 1,2-2,0                  | 7-40                     | 45                    | Spectacled caiman         | Trung và Nam Mỹ                          |
| 20  | Alligator sinensis         | Cá sấu Dương Tử       | 1,5-2,0                  | 20-36                    | 45                    | Chinese alligator         | phía đông Trung Hoa                      |
| 21  | Osteolaemus tetraspis      | Cá sấu tí hon         | 1,5-2,0                  | 18-32                    | 80                    | Dwarf crocodile           | Tây và Trung Phi                         |
| 22  | Crocodylus mindorensis     | Cá sấu Philippines    | 1,5-2,0                  | 15                       | -                     | Philippine crocodile      | Philippine                               |
| 23  | Paleosuchus trigonatus     | Cá sấu lùn trán phẳng | 1,2-1,6                  | 9-20                     | 36                    | Smooth-fronted caiman     | Nam Mỹ                                   |
| 24  | Paleosuchus palpebrosus    | Cá sấu lùn xạ hương   | 1,2-1,5                  | 6-7                      | 15                    | Cuvier's dwarf caiman     | Nam Mỹ                                   |